# 65e Golden Globe Awards
De winnaars van de 64e Golden Globe Awards werden op 13 januari 2008 tijdens een persconferentie in de Beverly Hilton Hotel in Beverly Hills (Californië) bekendgemaakt door showbizzjournalisten Lara Spencer, Brooke Anderson, Jim Moret, Giuliana Rancic, Dayna Devon en Mary Hart. Uit vrees voor een boycot of betoging als gevolg van de Writers Guild of America-staking die in november 2007 van start was gegaan, vond er geen traditionele ceremonie plaats.

## Annulering van de traditionele prijsuitreiking
In november 2007 ging een jaarlange staking van de Writers Guild of America van start. De Hollywood Foreign Press Association (HFPA), de organisator van de Golden Globes, hoopte aanvankelijk dat de Writers Guild aan haar leden toestemming zou geven om aan de prijsuitreiking mee te werken, maar er werd geen akkoord gevonden. De stakende schrijvers dreigden het evenement te boycotten en konden rekenen op de steun van onder meer de Screen Actors Guild. Om die reden maakte de HFPA op 8 januari 2008 bekend dat de traditionele ceremonie zou vervangen worden door een persconferentie.
Billy Bush en Nancy O'Dell, medewerkers van het showbizzprogramma Access Hollywood, werden aanvankelijk aangeduid om de persconferentie te presenteren. NBC, het televisienetwerk dat de prijsuitreiking al sinds 1996 uitzond, wilde de persconferentie live uitzenden, maar stootte op verzet van Dick Clark Productions, het productiebedrijf achter de uitreiking. Dick Clark Productions eiste een bijkomende vergoeding van zo'n 2 miljoen dollar voor de exclusieve uitzendrechten.
De HFPA nam uiteindelijk de organisatie van de persconferentie zelf over en besloot dat het evenement door elke zender mocht uitgezonden worden. De 30 minuten durende persconferentie, gepresenteerd door showbizzjournalisten Lara Spencer, Brooke Anderson, Jim Moret, Giuliana Rancic, Dayna Devon en Mary Hart, werd live uitgezonden door onder meer CNN, E! en TV Guide Network. NBC besloot de persconferentie niet live uit te zenden. Het netwerk zond in de plaats een twee uur durende special van het nieuwsmagazine Dateline uit waarin genomineerden geïnterviewd werden en comédienne Kathy Griffin voorspellingen over de uitslag deed. Winnaars werden nadien bekendgemaakt in een uurlange special van NBC News die door Bush en O'Dell gepresenteerd werd.

## Film – winnaars en nominaties

### Beste dramafilm
- Atonement
  - American Gangster
  - Eastern Promises
  - The Great Debaters
  - Michael Clayton
  - No Country for Old Men
  - There Will Be Blood

### Beste komische of muzikale film
- Sweeney Todd: The Demon Barber of Fleet Street
  - Across the Universe
  - Charlie Wilson's War
  - Hairspray
  - Juno

### Beste regisseur
- Julian Schnabel – Le Scaphandre et le Papillon (The Diving Bell and the Butterfly)
  - Tim Burton – Sweeney Todd: The Demon Barber of Fleet Street
  - Joel en Ethan Coen – No Country for Old Men
  - Ridley Scott – American Gangster
  - Joe Wright – Atonement

### Beste acteur in een dramafilm
- Daniel Day-Lewis – There Will Be Blood
  - George Clooney – Michael Clayton
  - James McAvoy – Atonement
  - Viggo Mortensen – Eastern Promises
  - Denzel Washington – American Gangster

### Beste actrice in een dramafilm
- Julie Christie – Away from Her
  - Cate Blanchett – Elizabeth: The Golden Age
  - Jodie Foster – The Brave One
  - Angelina Jolie – A Mighty Heart
  - Keira Knightley – Atonement

### Beste acteur in een komische of muzikale film
- Johnny Depp – Sweeney Todd: The Demon Barber of Fleet Street
  - Ryan Gosling – Lars and the Real Girl
  - Tom Hanks – Charlie Wilson's War
  - Philip Seymour Hoffman – The Savages
  - John C. Reilly – Walk Hard: The Dewey Cox Story

### Beste actrice in een komische of muzikale film
- Marion Cotillard – La Vie en Rose
  - Amy Adams – Enchanted
  - Nikki Blonsky – Hairspray
  - Helena Bonham Carter – Sweeney Todd: The Demon Barber of Fleet Street
  - Elliot Page – Juno

### Beste mannelijke bijrol
- Javier Bardem – No Country for Old Men
  - Casey Affleck – The Assassination of Jesse James by the Coward Robert Ford
  - Philip Seymour Hoffman – Charlie Wilson's War
  - John Travolta – Hairspray
  - Tom Wilkinson – Michael Clayton

### Beste vrouwelijke bijrol
- Cate Blanchett – I'm Not There
  - Julia Roberts – Charlie Wilson's War
  - Saoirse Ronan – Atonement
  - Amy Ryan – Gone Baby Gone
  - Tilda Swinton – Michael Clayton

### Beste script
- No Country for Old Men – Joel en Ethan Coen
  - Juno – Diablo Cody
  - Atonement – Christopher Hampton
  - Le Scaphandre et le Papillon (The Diving Bell and the Butterfly) – Ronald Harwood
  - Charlie Wilson's War – Aaron Sorkin

### Beste filmmuziek
- Atonement – Dario Marianelli
  - Into the Wild – Michael Brook, Kaki King, Eddie Vedder
  - Grace Is Gone – Clint Eastwood
  - The Kite Runner – Alberto Iglesias
  - Eastern Promises – Howard Shore

### Beste filmsong
- "Guaranteed" – Into the Wild
  - "Despedida" – Love in the Time of Cholera
  - "Grace Is Gone" – Grace Is Gone
  - "That's How You Know" – Enchanted
  - "Walk Hard" – Walk Hard: The Dewey Cox Story

### Beste animatiefilm
- Ratatouille
  - Bee Movie
  - The Simpsons Movie
  - Surf's Up

### Beste niet-Engelstalige film
- Le Scaphandre et le Papillon (The Diving Bell and the Butterfly) –  Frankrijk /  Verenigde Staten
  - 4 luni, 3 săptămâni și 2 zile (4 Months, 3 Weeks and 2 Days) –  Roemenië
  - The Kite Runner –  Verenigde Staten
  - Se, jie (Lust, Caution) –  Taiwan
  - Persepolis –  Frankrijk /  Iran

## Films met meerdere nominaties
De volgende films ontvingen meerdere nominaties:
| Nominaties | Film                                                             | Awards |
| ---------- | ---------------------------------------------------------------- | ------ |
| 7          | Atonement                                                        | 2      |
| 5          | Charlie Wilson's War                                             |        |
| 4          | Michael Clayton                                                  |        |
| 4          | No Country for Old Men                                           | 2      |
| 4          | Sweeney Todd: The Demon Barber of Fleet Street                   | 2      |
| 3          | American Gangster                                                |        |
| 3          | Eastern Promises                                                 |        |
| 3          | Hairspray                                                        |        |
| 3          | Juno                                                             |        |
| 3          | Le Scaphandre et le Papillon (The Diving Bell and the Butterfly) | 2      |
| 2          | Grace Is Gone                                                    |        |
| 2          | Into the Wild                                                    | 1      |
| 2          | The Kite Runner                                                  |        |
| 2          | There Will Be Blood                                              | 1      |
| 2          | Walk Hard: The Dewey Cox Story                                   |        |
| 2          | Enchanted                                                        |        |

## Televisie – winnaars en nominaties

### Beste dramaserie
- Mad Men
  - Big Love
  - Damages
  - Grey's Anatomy
  - House
  - The Tudors

### Beste komische of muzikale serie
- Extras
  - 30 Rock
  - Californication
  - Entourage
  - Pushing Daisies

### Beste miniserie of televisiefilm
- Longford
  - Bury My Heart at Wounded Knee
  - The Company
  - Five Days
  - The State Within

### Beste acteur in een dramaserie
- Jon Hamm – Mad Men
  - Michael C. Hall – Dexter
  - Hugh Laurie – House
  - Bill Paxton – Big Love
  - Jonathan Rhys Meyers – The Tudors

### Beste actrice in een dramaserie
- Glenn Close – Damages
  - Patricia Arquette – Medium
  - Minnie Driver – The Riches
  - Edie Falco – The Sopranos
  - Sally Field – Brothers & Sisters
  - Holly Hunter – Saving Grace
  - Kyra Sedgwick – The Closer

### Beste acteur in een komische of muzikale serie
- David Duchovny – Californication
  - Alec Baldwin – 30 Rock
  - Steve Carell – The Office
  - Ricky Gervais – Extras
  - Lee Pace – Pushing Daisies

### Beste actrice in een komische of muzikale serie
- Tina Fey – 30 Rock
  - Christina Applegate – Samantha Who?
  - America Ferrera – Ugly Betty
  - Anna Friel – Pushing Daisies
  - Mary-Louise Parker – Weeds

### Beste acteur in een miniserie of televisiefilm
- Jim Broadbent – Longford
  - Adam Beach – Bury My Heart at Wounded Knee
  - Ernest Borgnine – A Grandpa for Christmas
  - Jason Isaacs – The State Within
  - James Nesbitt – Jekyll

### Beste actrice in een miniserie of televisiefilm
- Queen Latifah – Life Support
  - Bryce Dallas Howard – As You Like It
  - Debra Messing – The Starter Wife
  - Sissy Spacek – Pictures of Hollis Woods
  - Ruth Wilson – Jane Eyre

### Beste mannelijke bijrol in een televisieserie, miniserie of televisiefilm
- Jeremy Piven – Entourage
  - Ted Danson – Damages
  - Kevin Dillon – Entourage
  - Andy Serkis – Longford
  - William Shatner – Boston Legal
  - Donald Sutherland – Dirty Sexy Money

### Beste vrouwelijke bijrol in een televisieserie, miniserie of televisiefilm
- Samantha Morton – Longford
  - Rose Byrne – Damages
  - Rachel Griffiths – Brothers & Sisters
  - Katherine Heigl – Grey's Anatomy
  - Anna Paquin – Bury My Heart at Wounded Knee
  - Jaime Pressly – My Name Is Earl

## Series met meerdere nominaties
De volgende series ontvingen meerdere nominaties:
| Nominaties | Serie                        | Awards |
| ---------- | ---------------------------- | ------ |
| 4          | Damages                      | 1      |
| 4          | Longford                     | 3      |
| 3          | 30 Rock                      | 1      |
| 3          | Bury My Heart a Wounded Knee |        |
| 3          | Entourage                    | 1      |
| 3          | Pushing Daisies              |        |
| 2          | Big Love                     |        |
| 2          | Brothers & Sisters           |        |
| 2          | Californication              | 1      |
| 2          | Extras                       | 1      |
| 2          | Grey's Anatomy               |        |
| 2          | House                        |        |
| 2          | Mad Men                      | 2      |
| 2          | The State Within             |        |
| 2          | The Tudors                   |        |